# Žlutice
Žlutice település Csehországban, a Karlovy Vary-i járásban. Žlutice Pšov, Čichalov, Chyše, Bochov, Verušičky és Štědrá településekkel határos. Lakosainak száma 2202 fő (2024. január 1.).

## Népesség
A település lakosságának változását az alábbi diagram mutatja:
| Lakosok száma | 3443 | 3280 | 3524 | 2064 | 2532 | 2493 | 2400 | 2305 | 2158 | 2202 |
|               | 1869 | 1900 | 1921 | 1961 | 1980 | 2011 | 2016 | 2019 | 2021 | 2024 |

## Településrészei
Knínice, Protivec, , Ratiboř, Skoky, Verušice, Veselov, Vladořice, Záhořice.